# Sy Oliver
Sy Oliver   (Battle Creek, 17 de desembre de 1910 - Nova York, 28 de maig de 1988), pseudònim de Melvin James Oliver, fou un trompetista, arranjador, cantant i compositor de jazz estatunidenc.
Va enregistrar molts discos i va adquirir fama especialment pels seus treballs d'arranjador per orquestres. Va treballar, entre d'altres amb els músics Jimmie Lunceford o Tommy Dorsey.
Va treballar durant anys com a director musical de Decca Records, contribuint entre d'altres a l'arranjament del popular disc I Remember Tommy de Frank Sinatra i diverses cançons d'Ella Fitzgerald.